# Battaglia di Chotusitz
La battaglia di Chotusitz, o Chotusice (a volte definita battaglia di Czaslau) venne combattuta il 17 maggio 1742 in Boemia tra l'Austria e la Prussia nella prima guerra di Slesia, una fase della guerra di successione austriaca.

## Contesto
Lo scopo del principe Carlo di Lorena era di riconquistare Praga, occupata dai Prussiani, approfittando del fatto che (secondo alcune informazioni poi rivelatisi inesatte) l'esercito di Federico il Grande non si aspettasse un attacco austriaco.
In effetti le forze prussiane erano divise in due: l'avanguardia (composta da circa 10 000 soldati) stava marciando verso Kutná Hora mentre il resto dell'esercito (circa 20 000 uomini) sotto il comando del principe Leopoldo II di Anhalt-Dessau era distante circa
un giorno di marcia.
Carlo tuttavia esitò qualche giorno a lanciare l'attacco permettendo ai due tronconi delle forze prussiane di ricongiungersi.

## La battaglia
Carlo ordinò l'offensiva verso le otto del mattino del 17 maggio occupando la città di Chotusitz che venne data alle fiamme. Dopo una serie di scontri sanguinosi, durante i quali ciascun esercito perse circa un quarto degli uomini, Federico II riuscì ad avere la meglio e riuscì ad imporre il Trattato di Breslavia che prevedeva la cessione della Slesia alla Prussia.